# Paolo Costella
Paolo Costella (Genova, 19 febbraio 1964) è uno sceneggiatore e regista italiano.

## Biografia
Dal 1982 collabora per diverse testate nazionali con articoli su televisione, cinema e costume. Dal 1984 lavora come sceneggiatore, casting director o aiuto regista per Carlo Verdone, Enrico Oldoini, Christian De Sica e Marco Ferreri. Tra le sceneggiature scritte: Bellifreschi (1987), Bye bye baby (1987), La carne (1990, in collaborazione con Marco Ferreri, Liliana Betti e Massimo Bucchi, presentato in concorso alla 44ª edizione del Festival di Cannes), Ricky & Barabba (1992). Per la televisione scrive e dirige la serie Dio vede e provvede (1996), a cui segue la miniserie Il commissario Raimondi (1998).
Nel 1999 la prima regia per il cinema, Tutti gli uomini del deficiente (1999), di cui è anche sceneggiatore (insieme alla Gialappa's Band). Nel 2001 collabora con Laura Betti alla regia di Pier Paolo Pasolini e la ragione di un sogno, presentato alla 58ª Mostra internazionale d'arte cinematografica di Venezia. Nel 2003 scrive il soggetto La voce di mia madre, pubblicato nel volume Premio Sacher per soggetti cinematografici a cura di Nanni Moretti e Angelo Barbagallo, edito da Cinemazero. Nel 2005 scrive e dirige il documentario La libertà di Jaana sulle prigioni aperte in Finlandia.
Negli anni che seguono cura la regia di Amore con la S maiuscola (2002), A Natale mi sposo (2010), Baciato dalla fortuna (2011) e Matrimonio al Sud (2015); per la TV scrive e dirige la serie Fratelli Benvenuti (2010) e Natale a 4 zampe (2012). Nel 2016 scrive (insieme a Paolo Genovese, Filippo Bologna, Paola Mammini e Rolando Ravello) la sceneggiatura di Perfetti sconosciuti, regia di Genovese. Con Gabriele Muccino scrive A casa tutti bene (2018) e Gli anni più belli (2020), entrambi diretti dallo stesso Muccino. Nel 2021 dirige e scrive (con Antonella Lattanzi e Paolo Genovese) Per tutta la vita e scrive con Paolo Genovese e Rolando Ravello Supereroi (2021), diretto dallo stesso Genovese.
Nel 2022 dirige e scrive (con Giacomo Ciarrapico, da una sceneggiatura originale di Cesc Gay) Vicini di casa e scrive con Edoardo Falcone Il Principe di Roma. Con Paolo Genovese (insieme a Rolando Ravello e a Isabella Aguilar) scrive Il primo giorno della mia vita (2023), regia di Genovese, in concorso al 25th Shanghai international film festival. Sempre nel 2023 esce L’ordine del tempo, scritto con Liliana Cavani e liberamente tratto dall’omonimo libro di Carlo Rovelli, per la regia della stessa Cavani, presentato fuori concorso, sezione fiction, all'80ª Mostra internazionale d'arte cinematografica di Venezia.
Dirige poi la commedia "Una terapia di gruppo" (2024) e collabora ancora alla scrittura dei nuovi film di Gabriele Muccino, “Fino alla fine” (2024), e di Paolo Genovese, “Follemente” (2025). 
Alla 19ª Festa del Cinema di Roma, sezione Grand Public, viene presentato “Storia di una notte” (2025), di cui è regista e sceneggiatore (insieme a Tania Pedroni).

## Filmografia

### Sceneggiatore
- Bellifreschi, regia di Enrico Oldoini (1987)
- Bye Bye Baby, regia di Enrico Oldoini (1988)
- La carne, regia di Marco Ferreri (1991)
- Ricky & Barabba, regia di Christian De Sica (1992)
- I love Ornella Muti (1995)
- Dio vede e provvede, co-regia con Enrico Oldoini – serie TV (1996)
- L'amore era una cosa meravigliosa (1999)
- Tutti gli uomini del deficiente (1999)
- La fidanzata di papà (2008)
- Un coccodrillo per amico – film TV (2009)
- Fratelli Benvenuti – serie TV (2010)
- A Natale mi sposo (2010)
- Baciato dalla fortuna (2011)
- Natale a 4 zampe – film TV (2012)
- Matrimonio al Sud (2015)
- Perfetti sconosciuti, regia di Paolo Genovese (2016)
- Un Natale al Sud, regia di Federico Marsicano (2016)
- A casa tutti bene, regia di Gabriele Muccino (2018)
- Gli anni più belli, regia di Gabriele Muccino (2020)
- Per tutta la vita (2021)
- Supereroi, regia di Paolo Genovese (2021)
- Il principe di Roma, regia di Edoardo Falcone (2022)
- Vicini di casa (2022)
- Il primo giorno della mia vita, regia di Paolo Genovese (2023)
- L'ordine del tempo, regia di Liliana Cavani (2023)
- Fino alla fine, regia di Gabriele Muccino (2024)
- Follemente, regia di Paolo Genovese (2025)

### Regista
- I Love Ornella Muti (1995)
- Dio vede e provvede – serie TV (1996)
- Il commissario Raimondi – miniserie TV (1998)
- L'amore era una cosa meravigliosa (1999)
- Tutti gli uomini del deficiente (1999)
- Pier Paolo Pasolini e la ragione di un sogno – documentario (2001)
- Amore con la S maiuscola (2002)
- La libertà di Jaana – documentario (2005)
- Fratelli Benvenuti – serie TV (2010)
- A Natale mi sposo (2010)
- Baciato dalla fortuna (2011)
- Natale a 4 zampe – film TV (2012)
- Matrimonio al Sud (2015)
- Per tutta la vita (2021)
- Vicini di casa (2022)
- Una terapia di gruppo (2024)
- Storia di una notte (2025)

## Riconoscimenti
- 2016 – Best Screenplay al Tribeca Film Festival per Perfetti sconosciuti
- 2016 – Best Screenplay al Cairo International Film Festival per Perfetti sconosciuti
- 2016 – David di Donatello per la migliore sceneggiatura per Perfetti sconosciuti
- 2016 – Ciak d'oro per la migliore sceneggiatura per Perfetti sconosciuti[5]
- 2016 – Candidatura per la migliore sceneggiatura ai Globi d'oro per Perfetti sconosciuti
- 2016 – Candidatura per la migliore sceneggiatura ai Nastri d'argento per Perfetti sconosciuti
- 2018 – Candidatura per la migliore sceneggiatura ai Nastri d'argento  per A casa tutti bene